# Buch (Hunsrück)
Buch település Németországban, Rajna-vidék-Pfalz tartományban. Lakosainak száma 852 fő (2023. december 31.). Buch Dommershausen, Kastellaun, Bell és Mörsdorf községekkel határos.

## Népesség
A település népességének változása:
| Lakosok száma | 829  | 841  | 832  | 828  | 864  | 852  |
|               | 1975 | 2017 | 2019 | 2021 | 2022 | 2023 |